# 엘리자베스 2세의 죽음과 국장
2022년 9월 8일, 가장 오래 살았으며 가장 오래 재위한 영국 군주이자 영국과 다른 영연방 왕국의 여왕 엘리자베스 2세가 스코틀랜드의 밸모럴성에서 96세의 나이로 사망했다. 즉시 그녀의 장남인 찰스 3세로 계승되었다. 사망에 대한 공식 발표는 18시 30분 (BST)에 이루어졌다.
죽음 이후 장례식 준비에 관한 런던 브리지 작전과 스코틀랜드에서 여왕의 죽음에 대한 프로토콜을 설정한 유니콘 작전을 시작했다. 영국은 10일의 국가 애도 기간을 선포하였다. 엘리자베스 2세의 장례식은 2022년 9월 19일 11시에 웨스트민스터 사원에서 거행되었다.